# Terapia neoadjuvante
Terapia neoadjuvante é a administração de agentes terapêuticos antes do tratamento principal. Um exemplo é a terapia neoadjuvante com hormônios, anterior à prostatectomia radical para adenocarcinoma de próstata. O objetivo da terapia neoadjuvante é reduzir o tamanho ou extensão do câncer antes do tratamento com intervenção radical, facilitando, desse modo, o procedimento e aumentando a probabilidade de êxito, reduzindo as consequências de uma técnica mais agressiva que seria necessária se o tamanho ou extensão do tumor não fossem reduzidos.
Um outro conceito relacionado é que a terapia neoadjuvante age em doença micrometastática. O tratamento resulta no aumento da sobrevida a longo prazo, quando comparado à estratégia terapêutica de cirurgia, exclusivamente, já que eleva a eficácia contra disseminações não detectadas da doença.
Terapias sistêmicas (quimioterapia, imunoterapia ou terapia hormonal) ou radioterapia são, geralmente, usadas para tumores localmente avançados - no qual os médicos planejam a operação em um estágio mais tardio. O uso desta terapia pode, efetivamente, reduzir a dificuldade e a morbidade de procedimentos mais agressivos.